# Clayton (Virginia Occidental)
Clayton es un área no incorporada ubicada dentro del Distrito New River, una división civil menor del condado de Summers, Virginia Occidental, Estados Unidos. Está catalogada como un asentamiento humano por la Junta de Nombres Geográficos de los Estados Unidos.
El número de identificación (ID) asignado por el Servicio Geológico de Estados Unidos es 1549630.

## Geografía
Se encuentra a una altitud de 618 metros sobre el nivel del mar (2028 pies) según el conjunto de datos de elevación nacional.